# Бартрамія прямолиста
Бартрамія прямолиста (Bartramia ithyphylla) — вид мохів порядку Bartramiales.

## Поширення
Батьківщиною є Європа, Північна Америка, Південна Америка, Азія, Австралія, Нова Зеландія, субантарктичні острови.
Населяє ґрунт, породу; від низьких до високих (0–3800 м).

## Характеристика

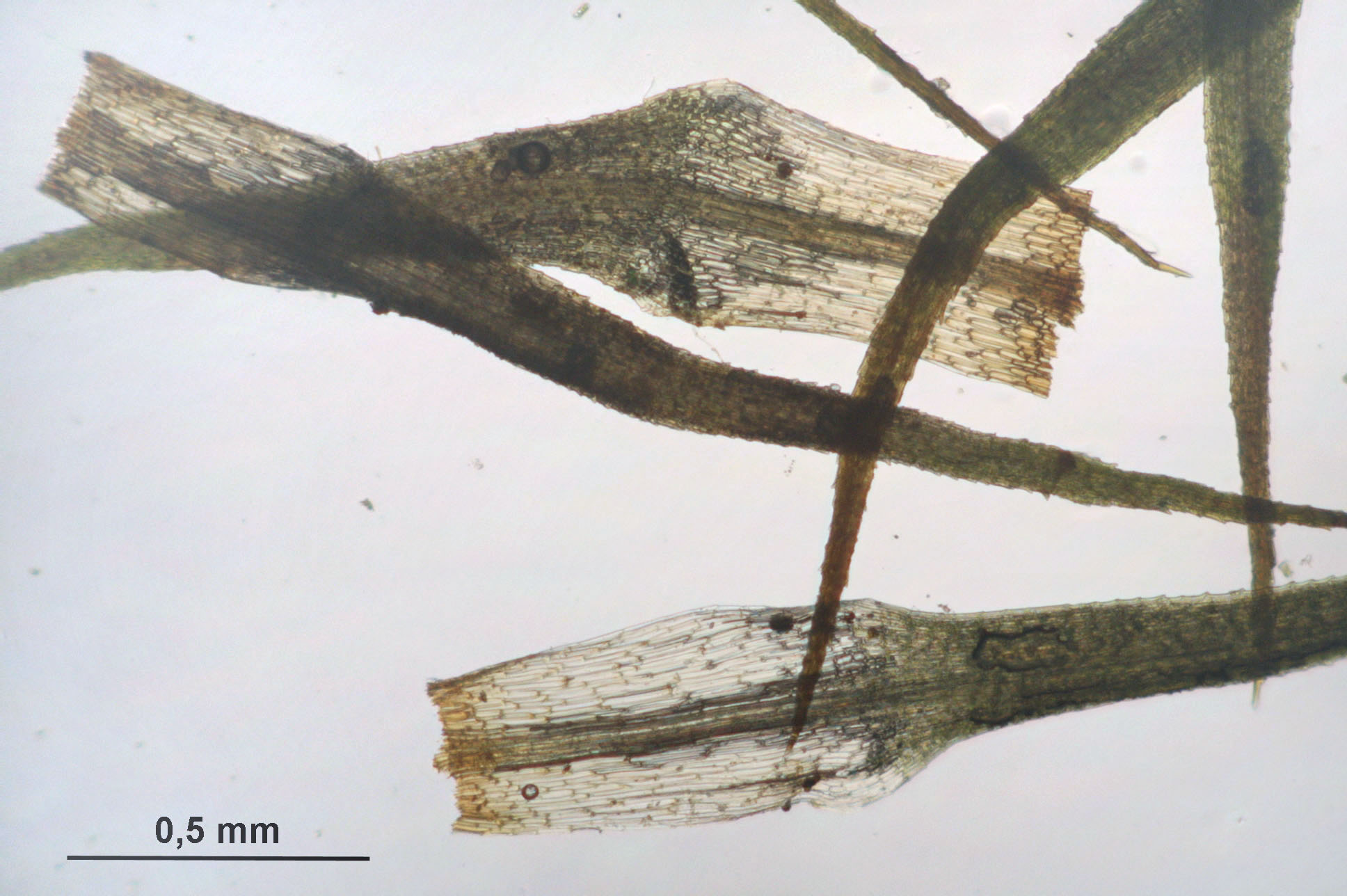

Рослини в нещільних або щільних пучках, від ніжно-зелених до сірувато-зелених. Стебла 1–3(5) см. Листки жорстко-прямовисні в сухому стані, розпростерті коли вологі, лінійні, 4–5 мм; краї плоскі й зубчасті дистально, зубці парні дистально; верхівка загострена, шилувата. Коробочкові ніжки 0.8–3 см, прямі. Коробочка похила, від підкулястої до яйцеподібної, асиметрична, 1 мм. Спори 25–40 мкм.